# Krzysztof Kamil Baczyński
Krzysztof Kamil Baczyński (Varsovia, Polonia, 22 de enero de 1921 - Ibidem, 4 de agosto de 1944) fue un poeta polaco y soldado de la Armia Krajowa durante la Segunda Guerra Mundial. Uno de los mayores exponentes de la Generación de los Columbuses (en polaco  pokolenie Kolumbów), pereció durante los primeros días del Alzamiento de Varsovia.

## Biografía

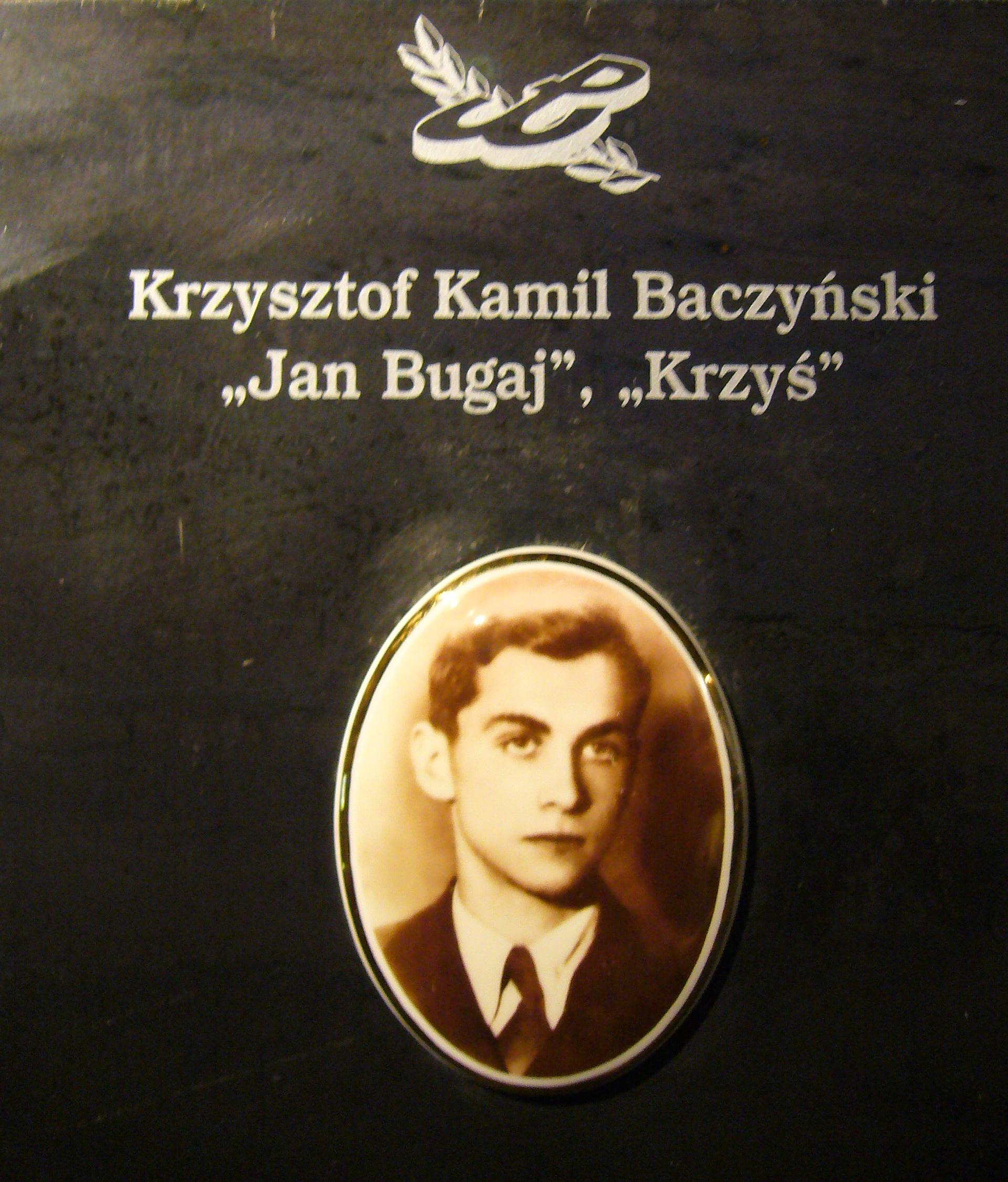
Placa de Krzysztof Kamil Baczyński en el Museo del Alzamiento de Varsovia.

Krzysztof Kamil Baczyński nació en Varsovia el 22 de enero de 1921. Su padre, Stanisław Baczyński, fue un destacado escritor y crítico literario polaco que combatió en la Primera Guerra Mundial con las Legiones Polacas. Su madre, Stefania Zieleńczyk, era una ferviente católica cuyo abuelo poseía un origen judío. Su tío, el doctor Adam Zieleńczyk, logró escapar del Gueto de Varsovia pero fue apresado y asesinado por la Gestapo en 1943.
Baczyński fue bautizado el 7 de septiembre de 1922 en Varsovia. Padeció numerosas enfermedades en su juventud, sufriendo asma, problemas de corazón y estaba en constantemente amenazado por la tuberculosis. En 1933, comenzó su educación en Gimnazjum i liceum im. Stefana Batorego, graduándose en mayo de 1939 junto a otros estudiantes como Tadeusz Zawadzki o Jan Bytnar, ambos combatientes de la Szare Szeregi durante la Segunda Guerra Mundial. Baczyński debutó como poeta a mediados de 1938 en la revista socialista Strzala, publicada por la organización juvenil comunista Spartakus. Después de su graduación tenía previsto continuar la educación en la Academia de Bellas Artes de Varsovia, pero el estallido de la Segunda Guerra Mundial detuvo sus planes.
Durante la ocupación alemana y soviética de Polonia, Baczyński siguió cooperando con la prensa clandestina de izquierda, sobre todo con las publicaciones "Płomienie" ("llamas") y "Droga" ("caminos"). Compaginaba sus trabajos y obras con su clandestina educación en la Universidad de Varsovia, estudiando posteriormente en la Escuela de Suboficiales de la Armia Krajowa. Tomó varios puestos de trabajo y en 1943 se unió al Batallón Zoska, renunciando a sus estudios para comprometerse activamente con la resistencia polaca. En su apartamento ocultó varias piezas de armamento, incluyendo metralletas y granadas.
El 6 de julio de 1942 se casó con Barbara Drapczyńska, compañera de la universidad. El matrimonio produjo un gran conjunto de poesía erótica escrita por Baczyński, siendo una de las más notables de la literatura polaca. Poco antes del Levantamiento de Varsovia, Baczyński dio una copia de todos sus poemas a cada uno de sus amigos, para posteriormente esconderse en Żoliborz. 
Como miembro del Movimiento Scout polaco, Baczyński participó en muchas acciones de sabotaje durante la ocupación alemana. Uno de ellos era el descarrilamiento de un tren militar alemán en agosto de 1944, que dio lugar a un retraso de 26 horas en la conexión férrea de Varsovia-Białystok. Una vez iniciado el alzamiento de Varsovia, se unió al Batallón Parasol. Lo mataron en acción por un francotirador alemán a las cuatro de la tarde del 4 de agosto de 1944, al sur del casco antiguo de Varsovia. Está enterrado en el cementerio militar de Powązki, junto a su esposa, fallecida el 1 de septiembre del mismo año. Se le concedió el título póstumo la Cruz Armia Krajowa en 1947.
En sus poemas y novelas cortas, Baczyński demostró en ambas tradiciones románticas y catastrofismo. Sus poemas muestran la brutalidad de la guerra, y sugieren que el amor es la única fuerza que puede defender eficazmente a un ser humano en contra de ella. Su talento fue muy apreciado por sus contemporáneos, siendo uno de los poetas más influyentes en la literatura de Polonia del siglo XX.